# Cryptocephalus atrifrons
Cryptocephalus atrifrons – gatunek chrząszcza z rodziny stonkowatych i podrodziny Cryptocephalinae.
Gatunek ten został opisany w 1901 roku przez Abeille de Perrin.
Chrząszcz o rozmieszczeniu alpejskim, wykazany z Francji i Włoch.